# Martin Miller (calciatore)
Martin Miller (Tartu, 25 settembre 1997) è un calciatore estone, centrocampista del Paide.

## Carriera

### Club
Ha giocato nella prima divisione estone con il Tammeka Tartu e con il Flora Tallinn.

### Nazionale
Ha giocato numerose partite con le varie nazionali giovanili estoni.
Ha esordito in nazionale maggiore il 22 novembre 2016 giocando da titolare l'amichevole contro Antigua e Barbuda.

## Statistiche

### Cronologia presenze e reti in nazionale
| Cronologia completa delle presenze e delle reti in nazionale ― Estonia | Cronologia completa delle presenze e delle reti in nazionale ― Estonia | Cronologia completa delle presenze e delle reti in nazionale ― Estonia | Cronologia completa delle presenze e delle reti in nazionale ― Estonia | Cronologia completa delle presenze e delle reti in nazionale ― Estonia | Cronologia completa delle presenze e delle reti in nazionale ― Estonia | Cronologia completa delle presenze e delle reti in nazionale ― Estonia | Cronologia completa delle presenze e delle reti in nazionale ― Estonia |
| Data                                                                   | Città                                                                  | In casa                                                                | Risultato                                                              | Ospiti                                                                 | Competizione                                                           | Reti                                                                   | Note                                                                   |
| ---------------------------------------------------------------------- | ---------------------------------------------------------------------- | ---------------------------------------------------------------------- | ---------------------------------------------------------------------- | ---------------------------------------------------------------------- | ---------------------------------------------------------------------- | ---------------------------------------------------------------------- | ---------------------------------------------------------------------- |
| 23-11-2016                                                             | Saint John's                                                           | Antigua e Barbuda                                                      | 0 – 1                                                                  | Estonia                                                                | Amichevole                                                             | -                                                                      | 74’                                                                    |
| 31-8-2017                                                              | Pireo                                                                  | Grecia                                                                 | 0 – 0                                                                  | Estonia                                                                | Qual. Mondiali 2018                                                    | -                                                                      | 89’                                                                    |
| 3-9-2017                                                               | Tallinn                                                                | Estonia                                                                | 1 – 0                                                                  | Cipro                                                                  | Qual. Mondiali 2018                                                    | -                                                                      | 78’                                                                    |
| 19-11-2017                                                             | Suva                                                                   | Figi                                                                   | 0 – 2                                                                  | Estonia                                                                | Amichevole                                                             | 1                                                                      | 57’                                                                    |
| 23-11-2017                                                             | Port Vila                                                              | Vanuatu                                                                | 0 – 1                                                                  | Estonia                                                                | Amichevole                                                             | -                                                                      | 50’                                                                    |
| 26-11-2017                                                             | Numea                                                                  | Nuova Caledonia                                                        | 1 – 1                                                                  | Estonia                                                                | Amichevole                                                             | -                                                                      | 45’                                                                    |
| 7-1-2018                                                               | Abu Dhabi                                                              | Estonia                                                                | 1 – 1                                                                  | Svezia                                                                 | Amichevole                                                             | -                                                                      | 54’                                                                    |
| 24-3-2018                                                              | Erevan                                                                 | Armenia                                                                | 0 – 0                                                                  | Estonia                                                                | Amichevole                                                             | -                                                                      | 77’                                                                    |
| 10-10-2019                                                             | Minsk                                                                  | Bielorussia                                                            | 0 – 0                                                                  | Estonia                                                                | Qual. Euro 2020                                                        | -                                                                      | 89’                                                                    |
| 14-10-2020                                                             | Tallinn                                                                | Estonia                                                                | 1 – 1                                                                  | Armenia                                                                | UEFA Nations League 2020-2021 - 1º Turno                               | -                                                                      | 85’                                                                    |
| 11-11-2020                                                             | Firenze                                                                | Italia                                                                 | 4 – 0                                                                  | Estonia                                                                | Amichevole                                                             | -                                                                      | 59’                                                                    |
| 15-11-2020                                                             | Skopje                                                                 | Macedonia del Nord                                                     | 2 – 1                                                                  | Estonia                                                                | UEFA Nations League 2020-2021 - 1º Turno                               | -                                                                      | 79’                                                                    |
| 18-11-2020                                                             | Tbilisi                                                                | Georgia                                                                | 0 – 0                                                                  | Estonia                                                                | UEFA Nations League 2020-2021 - 1º Turno                               | -                                                                      | 79’                                                                    |
| 2-6-2022                                                               | Tallinn                                                                | Estonia                                                                | 2 – 0                                                                  | San Marino                                                             | UEFA Nations League 2022-2023 - 1º Turno                               | -                                                                      | 45’                                                                    |
| 5-6-2022                                                               | Pamplona                                                               | Argentina                                                              | 5 – 0                                                                  | Estonia                                                                | Amichevole                                                             | -                                                                      | 63’                                                                    |
| 9-6-2022                                                               | Attard                                                                 | Malta                                                                  | 1 – 2                                                                  | Estonia                                                                | UEFA Nations League 2022-2023 - 1º Turno                               | -                                                                      | 90’                                                                    |
| 13-6-2022                                                              | Tirana                                                                 | Albania                                                                | 0 – 0                                                                  | Estonia                                                                | Amichevole                                                             | -                                                                      |                                                                        |
| 23-9-2022                                                              | Tallinn                                                                | Estonia                                                                | 2 – 1                                                                  | Malta                                                                  | UEFA Nations League 2022-2023 - 1º Turno                               | -                                                                      | 68’                                                                    |
| 26-9-2022                                                              | Serravalle                                                             | San Marino                                                             | 0 – 4                                                                  | Estonia                                                                | UEFA Nations League 2022-2023 - 1º Turno                               | -                                                                      | 61’                                                                    |
| 16-11-2022                                                             | Riga                                                                   | Lettonia                                                               | 1 – 1                                                                  | Estonia                                                                | Amichevole                                                             | -                                                                      | 67’                                                                    |
| 8-1-2023                                                               | Albufeira                                                              | Islanda                                                                | 1 – 1                                                                  | Estonia                                                                | Amichevole                                                             | -                                                                      |                                                                        |
| 12-1-2023                                                              | Albufeira                                                              | Finlandia                                                              | 0 – 1                                                                  | Estonia                                                                | Amichevole                                                             | 1                                                                      |                                                                        |
| 23-3-2023                                                              | Budapest                                                               | Ungheria                                                               | 1 – 0                                                                  | Estonia                                                                | Amichevole                                                             | -                                                                      | 45’                                                                    |
| 27-3-2023                                                              | Linz                                                                   | Austria                                                                | 2 – 1                                                                  | Estonia                                                                | Qual. Euro 2024                                                        | -                                                                      | 78’                                                                    |
| 17-6-2023                                                              | Baku                                                                   | Azerbaigian                                                            | 1 – 1                                                                  | Estonia                                                                | Qual. Euro 2024                                                        | -                                                                      |                                                                        |
| 20-6-2023                                                              | Tallinn                                                                | Estonia                                                                | 0 – 3                                                                  | Belgio                                                                 | Qual. Euro 2024                                                        | -                                                                      | 74’                                                                    |
| 9-9-2023                                                               | Tallinn                                                                | Estonia                                                                | 0 – 5                                                                  | Svezia                                                                 | Qual. Euro 2024                                                        | -                                                                      |                                                                        |
| 12-9-2023                                                              | Bruxelles                                                              | Belgio                                                                 | 5 – 0                                                                  | Estonia                                                                | Qual. Euro 2024                                                        | -                                                                      | 76’                                                                    |
| 13-10-2023                                                             | Tallinn                                                                | Estonia                                                                | 0 – 2                                                                  | Azerbaigian                                                            | Qual. Euro 2024                                                        | -                                                                      | 63’                                                                    |
| 16-11-2023                                                             | Tallinn                                                                | Estonia                                                                | 0 – 2                                                                  | Austria                                                                | Qual. Euro 2024                                                        | -                                                                      | 71’                                                                    |
| 12-1-2024                                                              | Paphos                                                                 | Svezia                                                                 | 2 – 1                                                                  | Estonia                                                                | Amichevole                                                             | -                                                                      | 73’                                                                    |
| 4-6-2024                                                               | Lucerna                                                                | Svizzera                                                               | 4 – 0                                                                  | Estonia                                                                | Amichevole                                                             | -                                                                      | 81’                                                                    |
| 8-6-2024                                                               | Tallinn                                                                | Estonia                                                                | 4 – 1                                                                  | Fær Øer                                                                | Coppa del Baltico 2024                                                 | -                                                                      | 84’                                                                    |
| 5-9-2024                                                               | Tallinn                                                                | Estonia                                                                | 0 – 1                                                                  | Slovacchia                                                             | UEFA Nations League 2024-2025 - 1º turno                               | -                                                                      | 78’                                                                    |
| 8-9-2024                                                               | Solna                                                                  | Svezia                                                                 | 3 – 0                                                                  | Estonia                                                                | UEFA Nations League 2024-2025 - 1º turno                               | -                                                                      | 84’                                                                    |
| 14-10-2024                                                             | Tallinn                                                                | Estonia                                                                | 0 – 3                                                                  | Svezia                                                                 | UEFA Nations League 2024-2025 - 1º turno                               | -                                                                      | 54’                                                                    |
| 16-11-2024                                                             | Qəbələ                                                                 | Azerbaigian                                                            | 0 – 0                                                                  | Estonia                                                                | UEFA Nations League 2024-2025 - 1º turno                               | -                                                                      | 64’                                                                    |
| 25-3-2025                                                              | Chișinău                                                               | Moldavia                                                               | 2 – 3                                                                  | Estonia                                                                | Qual. Mondiali 2026                                                    | -                                                                      | 87’                                                                    |
| 9-6-2025                                                               | Tallinn                                                                | Estonia                                                                | 0 – 1                                                                  | Norvegia                                                               | Qual. Mondiali 2026                                                    | -                                                                      | 46’                                                                    |
| Totale                                                                 |                                                                        | Presenze                                                               | 39                                                                     |                                                                        | Reti                                                                   | 2                                                                      |                                                                        |

## Palmarès

### Club

#### Competizioni nazionali
- Campionato estone: 5

Flora Tallinn: 2017, 2019, 2020, 2022, 2023
- Coppa d'Estonia: 1

Flora Tallinn: 2019-2020
- Supercoppa d'Estonia: 2

Flora Tallinn: 2020, 2021

#### Competizioni internazionali
- Coppa della Livonia: 2

Flora Tallinn: 2018, 2203